# Glossophaginae
Sous-famille
Glossophaginae est une sous-famille de chauve-souris nectarivore d'Amérique.
Ce groupe possède un long museau et une longue langue contrairement au reste de la famille des Phyllostomidae qui possèdent des nez en formes de feuilles.

## Liste desgenres
- Anoura Gray, 1838
- Choeroniscus Thomas, 1928
- Choeronycteris Tschudi, 1844
- Glossophaga E. Geoffroy, 1818
- Hylonycteris Thomas, 1903
- Leptonycteris Lydekker, 1891
- Lichonycteris Thomas, 1895
- Monophyllus Leach, 1821
- Musonycteris Schaldach and McLaughlin, 1960
- Scleronycteris Thomas, 1912